# 고암모니아혈증
고암모니아혈증(hyperammonemia)은 혈액 내 암모니아 농도가 과도하게 높아지는 대사 이상이다. 뇌 손상과 사망에까지 이를 수 있는 위험한 상태로, 일차성과 이차성으로 나눌 수 있다.
암모니아는 질소를 포함하고 있는 화합물로, 체내에서 단백질의 이화작용으로 인해 생산된다. 암모니아는 콩팥에서 독성이 덜할 물질인 요소로 변환된 뒤 소변을 통해 몸 밖으로 배설된다. 요소를 합성하는 대사 경로인 요소 회로는 미토콘드리아에서 시작하여 세포질로 이동하는 반응이다. 요소 회로에는 여러 가지 효소가 관여한다. 이러한 효소들의 이상으로 인해 암모니아가 잘 처리되지 않으면 고암모니아혈증이 발생할 수 있다.
아연 결핍에 의해 암모니아 농도가 높아지므로, 고암모니아혈증이 크게 악화될 수 있다.